# Fluff, processo alla TV
Fluff, processo alla TV era un programma televisivo italiano di genere talk show, dedicato all'analisi del mezzo televisivo e della comunicazione. È stato trasmesso in diretta per due stagioni, nel 1989 e 1990, su Rai 3, con la conduzione di Andrea Barbato.

## Caratteristiche
Il programma analizzava i generi e i linguaggi della televisione attraverso filmati e commenti in studio.
All'interno della trasmissione alcuni critici "processavano" i programmi televisivi e la scrittrice Anna Maria Mori intervistava un personaggio pubblico sul suo rapporto con la televisione. Dalla seconda stagione il giornalista Oliviero Beha conduceva la rubrica "La Gazzetta dello spot", con l'analisi di pubblicità televisive.
Il titolo del programma richiamava la parola che, nel gergo televisivo statunitense, indica un programma scintillante ma con poca sostanza.
La prima puntata è andata in onda in seconda serata il 18 gennaio 1989. La sigla della prima serie era un filmato del regista polacco Zbigniew Rybczyński, quella della seconda un'animazione di Ro Marcenaro.